# St. Trinitatis (Altona)

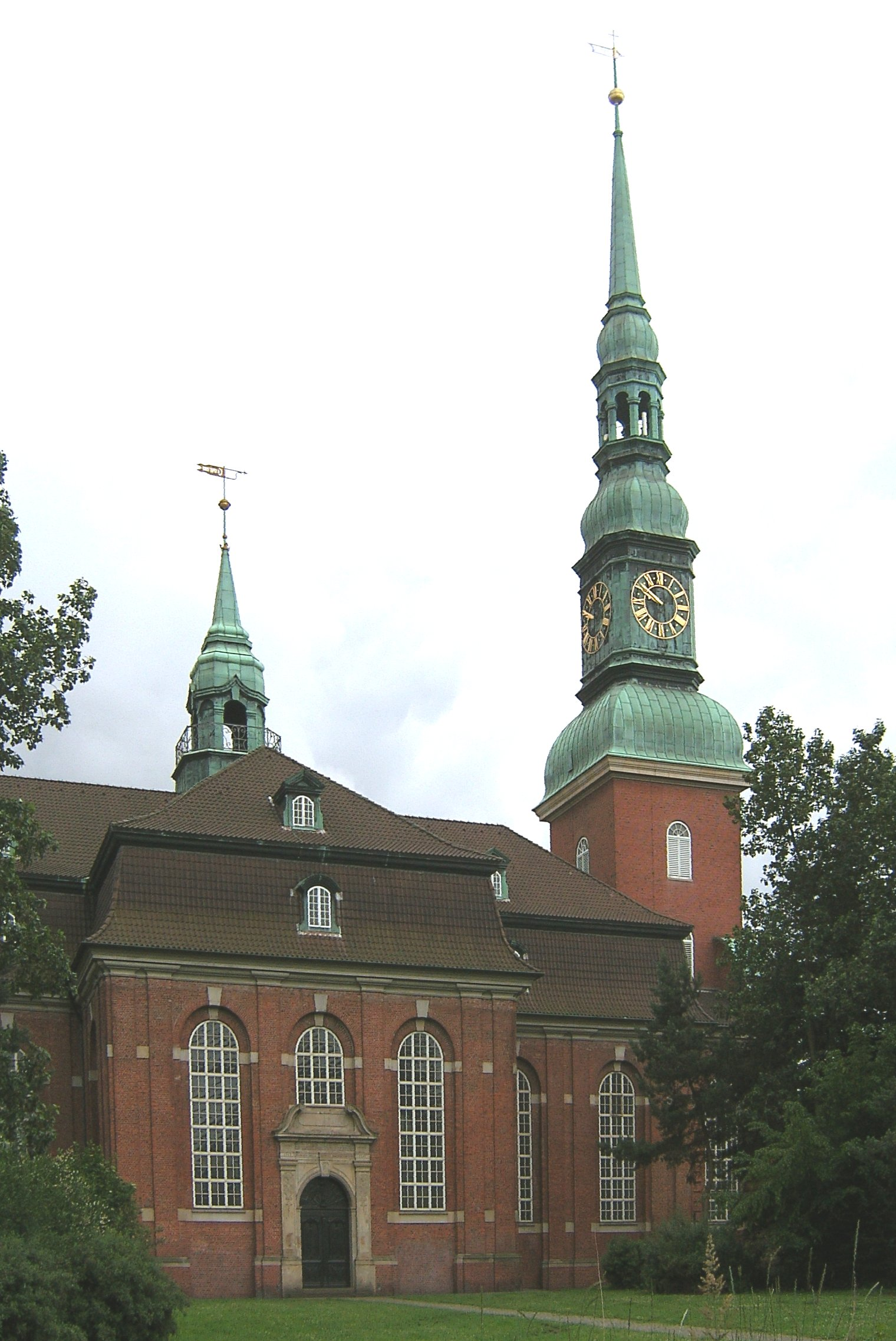
Ansicht von Norden 2006

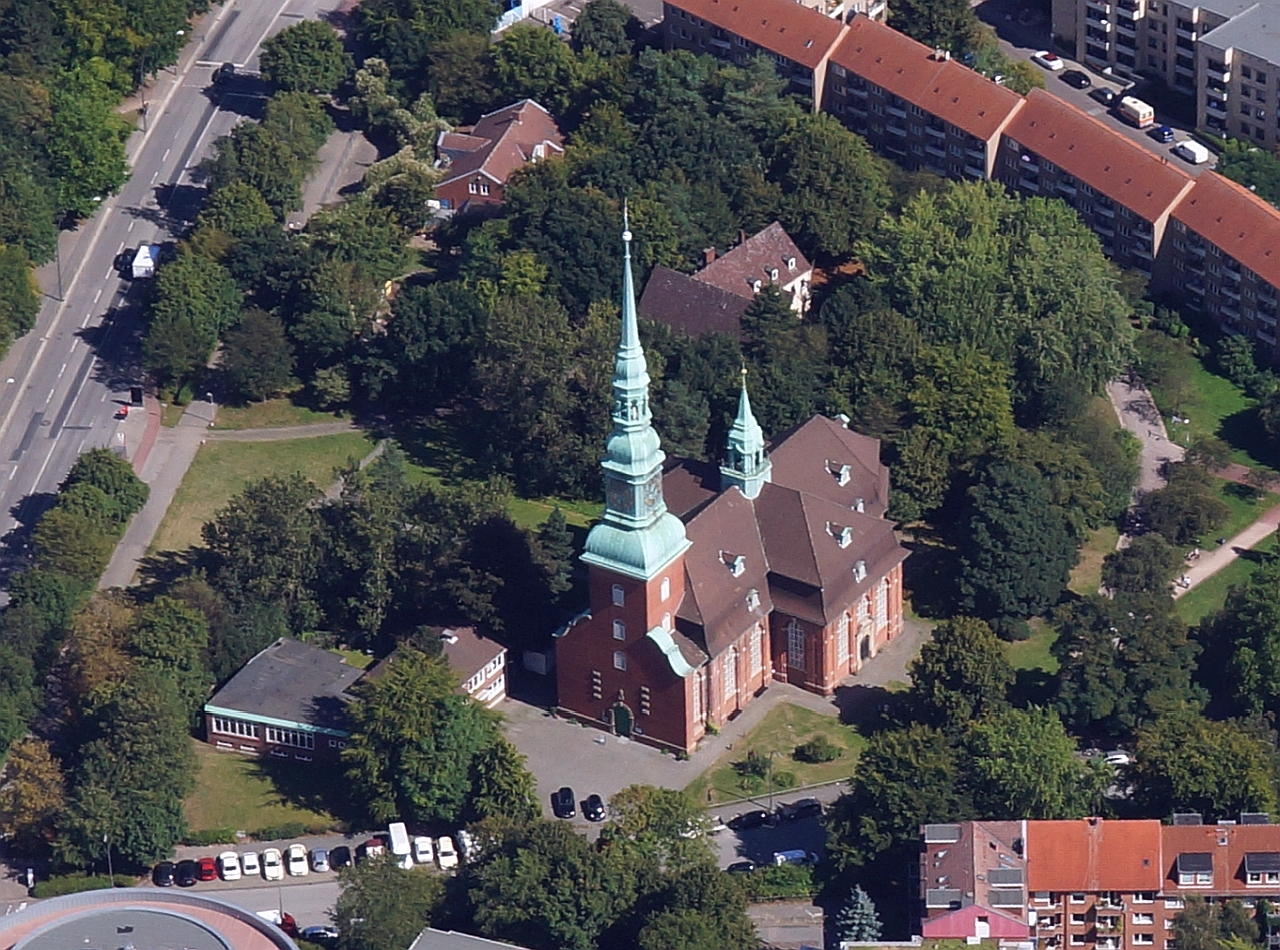
Luftbild 2020

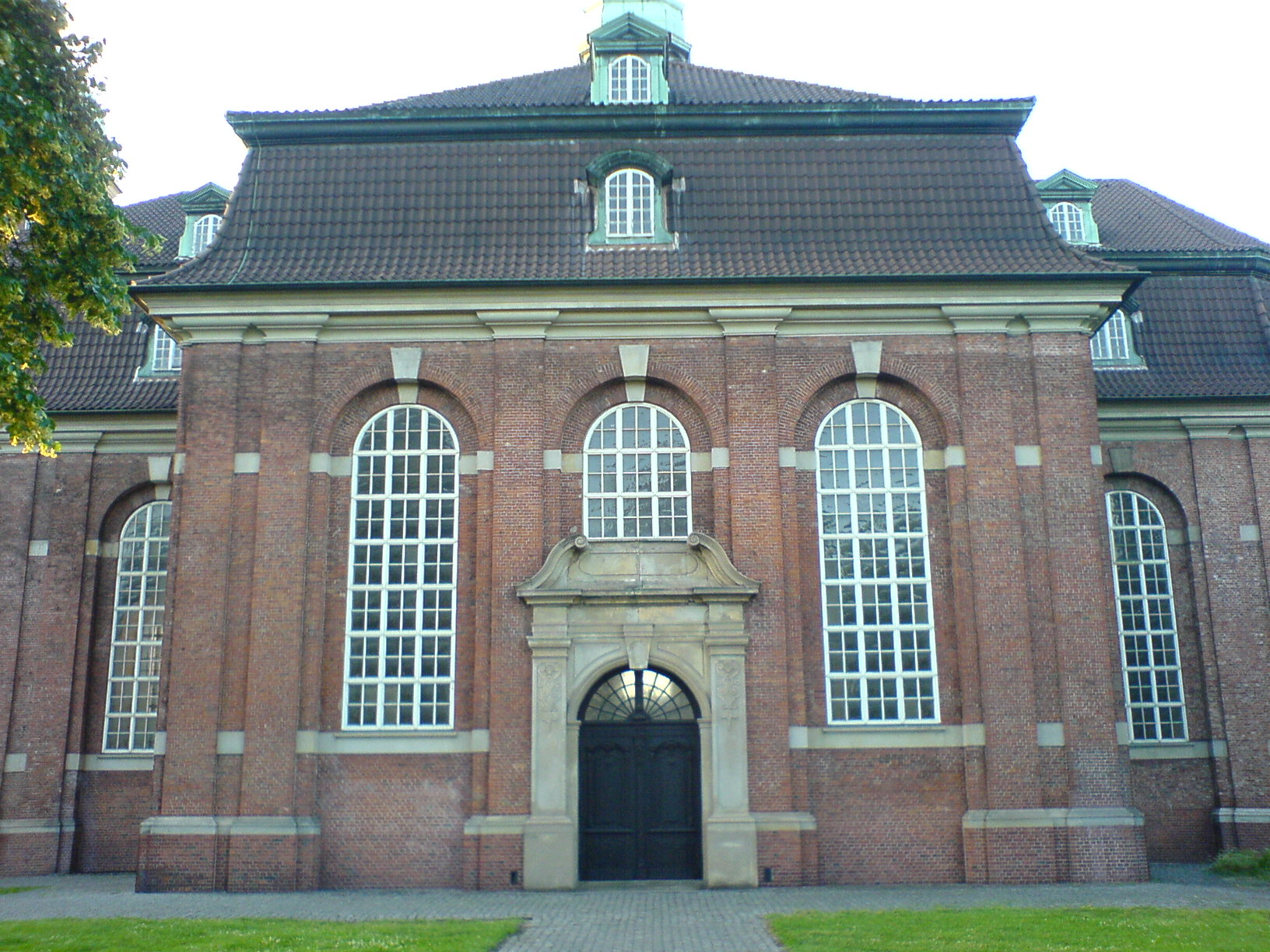
Querhaus mit Südportal 2006

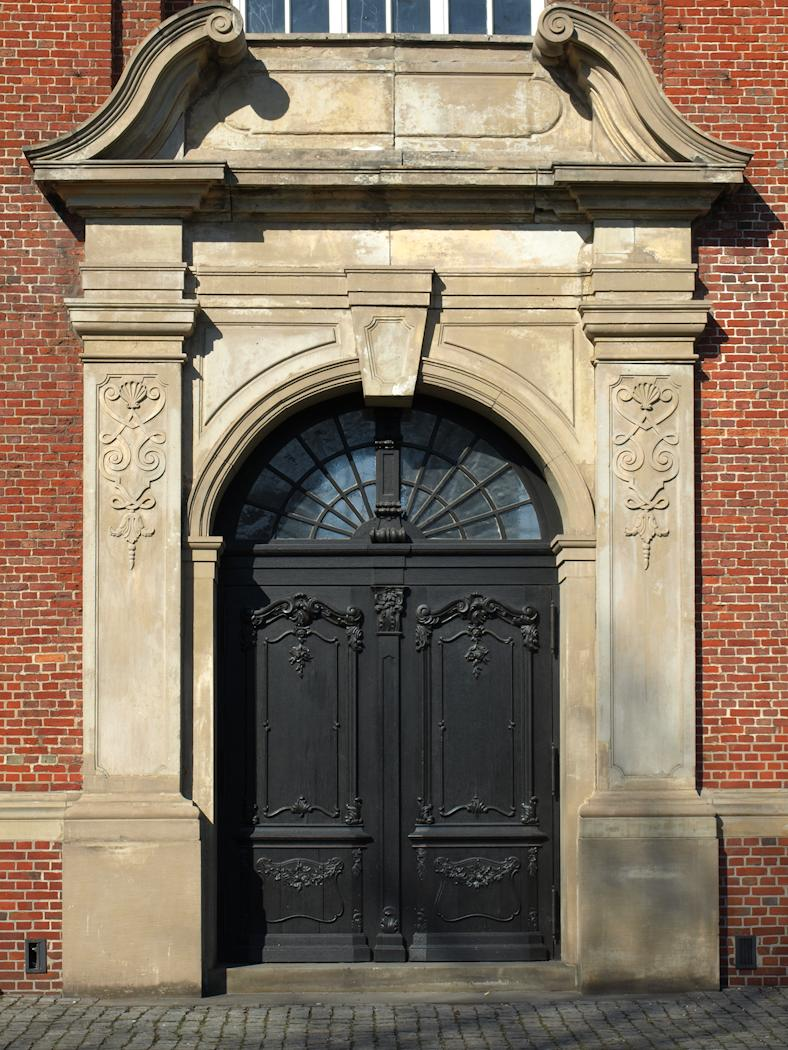
Südportal 2006

Die Evangelische Hauptkirche St. Trinitatis wurde in den Jahren 1742–1743 im Barockstil der Zeit in der holsteinischen Stadt Altona errichtet, die 1938 nach Hamburg eingemeindet wurde. Nach Kriegszerstörung wurde das Gebäude in den 1960er Jahren wiederhergestellt und erhielt im Inneren eine neuzeitliche Ausstattung.
Die Kirche gehört der Haupt-Kirchengemeinde St. Trinitatis Altona im Kirchenkreis Hamburg-West/Südholstein der Evangelisch-Lutherischen Kirche in Norddeutschland.

## Geschichte
An der Stelle des heutigen Gotteshauses befand sich zunächst eine zum Pfarrbezirk Ottensen gehörende Kirche aus den Jahren 1649/1650. Der Kirchturm wurde bereits 1686 abgebrochen und von 1688 bis 1694 durch den Altonaer Zimmermeister Jacob Bläser ein neuer Turm errichtet, der für das 1664 zur Stadt erhobene Altona zum Wahrzeichen wurde. Die Kirchengemeinde verlieh dem Erbauer, laut Johannes Biernatzki „aus Verehrung“, einen 19 3/8 Lot schweren Silberbecher. Der 70 Meter hohe Turm war mit einem mehrfach geschwungenen Kupferhelm in holländischer Manier bekrönt wie die mehr als 110 Meter hohen Turmbauten, die Peter Marquard von 1654 bis 1669 für die Hauptkirchen St. Nikolai, St. Katharinen und St. Michaelis im benachbarten Hamburg geschaffen hatte.
Da die alte Kirche baufällig wurde und zudem den repräsentativen Ansprüchen der Zeit nicht mehr genügte, wurde ein Neubau geplant und von 1742 bis 1743 durch den holsteinischen Baumeister Cay Dose auf einem kreuzförmigen Grundriss im Anschluss an den Bläserschen Turm errichtet. Seit 1737 war Altona auch eine eigene Propstei mit Johann Bolten als ihrem ersten Propst. Den Grundstein legte Bernhard Leopold Volkmar von Schomburg, Präsident der Stadt Altona, am 11. April 1742.
Die Monogramme der dänischen Könige Christian V. und Christian VI. an den Sandsteinportalen zeigen, welche Bedeutung der großen neuen Hauptkirche in der damals zweitgrößten Stadt des dänischen Gesamtstaats beigemessen wurde. Der Innenraum war als eigenständiger protestantischer Predigtraum angelegt. Emporen und Logen umfassten die Gemeinde, die auf die große raumbeherrschende Kanzel ausgerichtet war, während der barocke Hauptaltar vor dem Ostfenster an das Ende des Raumes gerückt war. Zwei sich durchkreuzende, von Außenwand zu Außenwand gespannte Tonnengewölbe bildeten im Schnittpunkt der vier Kreuzarme eine Vierung, über der sich im äußeren Bild der Kirche der große Dachreiter erhob.
Die prächtige barocke Ausstattung war ein bewusster moderner Gegensatz zu den noch aus der Gotik stammenden Kirchen im benachbarten Hamburg, das etwas Gleichartiges lediglich mit der ab 1750 in der Hamburger Neustadt erbauten St. Michaeliskirche bieten konnte. Alte Bilder des Innenraumes lassen die Pracht und den Zusammenklang von Architektur, Plastik, Stuck und Malerei im Sinne des barocken Gesamtkunstwerkes nur ahnen. An der Kirche wurden in den folgenden Jahren nur unbedeutende Änderungen vorgenommen. Erst 1897 überformte man die ursprünglich recht nüchterne Turmfassade mit neobarocken Dekorationselementen.
Die Hauptkirche St. Trinitatis war eines der Gotteshäuser, in dem Altonaer Pastoren und andere Geistliche am 11. Januar 1933 das Altonaer Bekenntnis verlasen. Dieses war angesichts des Altonaer Blutsonntags wesentlich von Hans Asmussen konzipiert worden. Asmussen war seit 1932 Pastor der zweiten Pfarrstelle der Hauptkirchengemeinde, bis er im Februar 1934 wegen seines Widerstandes gegen das Kirchenregiment der Deutschen Christen zwangsweise in den Ruhestand versetzt wurde.

Turmfassade um 1900

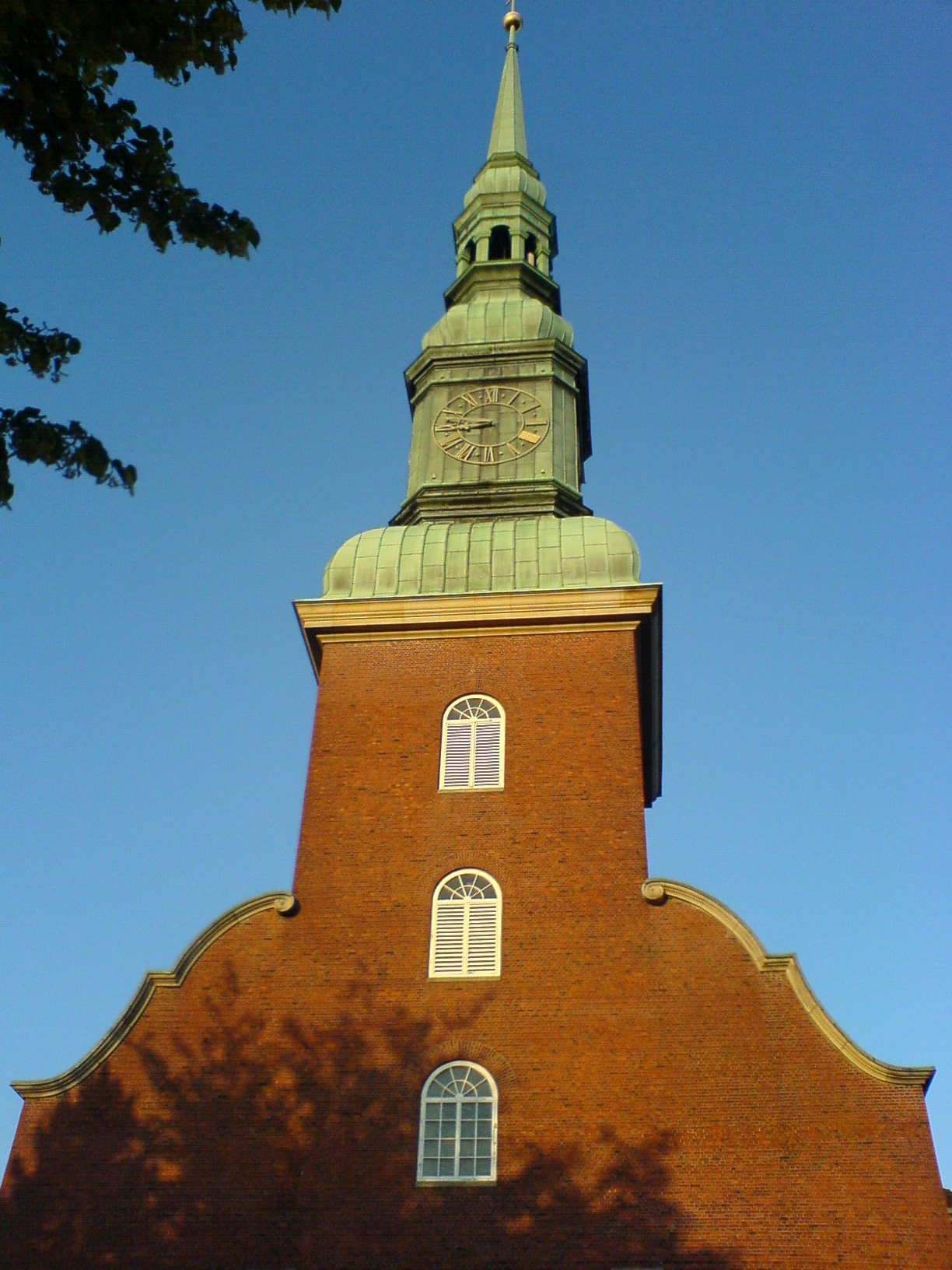
Turmfassade 2006

## Pastoren

### Hauptpastoren
- Johann Bolten 1737–1757
- Adam Struensee 1757–1759
- Georg Ludwig Ahlemann 1767–1787
- Jakob Friedrich Feddersen 1788
- Georg Christian Adler 1791–1804

### Pastoren/Prediger
- Johann Frisch 1661–1692 (Diakon)
- Eustasius Friedrich Schütze 1741–1758

- Friedrich Wilhelm Wolfrath 1781–1789 (Adjunkt)
- Johann Adrian Bolten 1782–1807
- Nikolaus Funk 1791–1840
- Carl Nicolaus Kähler 1855–1871
- Ernst Wallroth 1892–1900
- Hans Asmussen 1932–1934

## Zerstörung und Wiederaufbau
Die heute nahezu isoliert stehende Kirche war einst in das Ensemble der Altonaer Altstadt eingebunden, in der sie mit dem nur wenige Straßen entfernt stehenden Alten Altonaer Rathaus den Mittelpunkt bildete. Beide Gebäude zusammen waren ein schönes Beispiel barocker Stadtarchitektur des 18. Jahrhunderts. Es wurde im Juli 1943 durch die Bombenangriffe der Operation Gomorrha so gut wie vollständig zerstört. Der Innenraum der Kirche brannte völlig aus, der Turmhelm stürzte in sich zusammen, lediglich die Außenmauern und der Turmstumpf überstanden den Feuersturm.

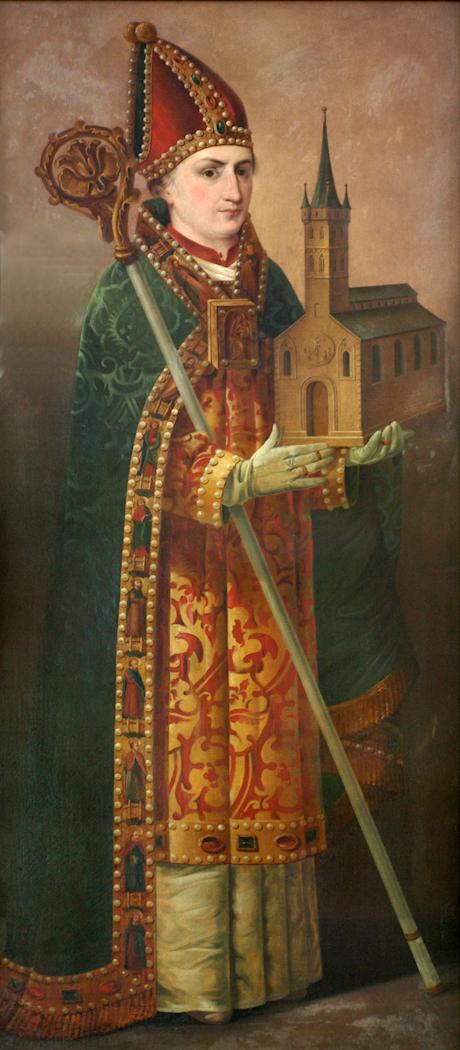
Das restaurierte Bendixen-Gemälde: Bischof Ansgar

In den Jahren 1954 bis 1969 wurde die Kirche wieder aufgebaut. Mitte der 1960er Jahre plädierte die Denkmalpflege für die Wiederherstellung der ursprünglichen äußeren Gestalt, wenn auch die Turmfront ein reduziertes Aussehen erhielt und hier auf die Dekoration der Jahrhundertwende verzichtet wurde. Im Inneren entschied man sich für eine moderne Lösung. In diesem Sinne leiteten die Architekten Horst Sandtmann und Friedhelm Grundmann von 1963 bis 1969 den Wiederaufbau. Vom alten Innenraum wurde das weit auskragende Hauptgesims und die Kreuztonne in ihrer Form übernommen. Unter ihrem zentralen Schnittpunkt steht nun im Zentrum des Raumes und nicht mehr fern im Chor ein neuer Altar, dreiseitig umgeben vom Gestühl für die Gemeinde. Die vierte Seite bildet ein Taufrund, und im Chor entwickelt sich hinter einer halbkreisförmigen Emporenbrüstung der Raum für die Sänger, das Orchester und die große neue Orgel. In der Achse zwischen Altar und Orgel wurde das einzige im Raum erhaltene historische Ausstattungsstück, das Kruzifix aus dem Mittelalter, auf einer neu geschaffenen Kreuzsäule errichtet. Der lächelnde Christus von Altona ist in seiner Form einzigartig im europäischen Raum.
Die gesamte künstlerische Neu-Ausgestaltung stammt von dem Freiburger Bildhauer Peter Dreher. Die künstlerische Inneneinrichtung und die Farbigkeit zeigen ein Bekenntnis zur Tradition, die mit künstlerischen Mitteln in die Sprache des 20. Jahrhunderts übersetzt wurde. Für die Verbindung von alt und neu erhielt der Wiederaufbau 1970 den Hamburger Architekturpreis als vorbildliches Bauwerk.
Siegfried Detlev Bendixens Gemälde von 1823 mit der lebensgroßen Darstellung St. Ansgars war vor der Zerstörung der Kirche ausgelagert worden und dann in Vergessenheit geraten. Nach seiner Entdeckung im Depot des Altonaer Museums kehrte es gründlich restauriert am 5. Februar 2006 nach St. Trinitatis zurück.

## Glocken
Bis zum Ersten Weltkrieg hingen vier Bronzeglocken im Turm. Nach dem Krieg wurden drei Stahlglocken vom Bochumer Verein gegossen, sie hingen bis zum Zweiten Weltkrieg im Turm. Da die Kirche samt Glocken im Krieg zerstört wurden, wurde nach dem Wiederaufbau ein neues, großes Geläut angeschafft. Dieses wurde von Karl Stumpf bei der Gießerei Gebrüder Bachert im Jahr 1966 gegossen und besteht aus sechs Glocken.
| Glocke | Name                       | Schlagton | Gewicht  | Durchmesser |
| ------ | -------------------------- | --------- | -------- | ----------- |
| 1      | St. Trinitatis             | e1        | 1200 kg0 | 1250 mm0    |
| 2      | St. Maria                  | g1        | 740 kg   | 1050 mm0    |
| 3      | St. Johannes der Täufer    | a1        | 535 kg   | 900 mm      |
| 4      | St. Michael und alle Engel | c2        | 340 kg   | 805 mm      |
| 5      | St. Petrus                 | d2        | 240 kg   | 705 mm      |
| 6      | St. Ansgar                 | e2        | 185 kg   | 640 mm      |

## Orgel
Die Orgel wurde im Jahre 1972 von Detlef Kleuker gebaut. Das Instrument besitzt 45 Register mit mechanischer Spieltraktur und elektrischem Regierwerk. Im Jahr 2018 führte die Firma Rudolf von Beckerath Orgelbau eine Reorganisation der Traktur und den Einbau einer elektrischen Setzeranlage mit 9000 Speicherplätzen durch.
| Hauptwerk     |       |
| Gedacktpommer | 16′   |
| Prinzipal     | 8′    |
| Rohrflöte     | 8′    |
| Octave        | 4′    |
| Blockflöte    | 4′    |
| Quinte        | 2 ⁄3′ |
| Octave        | 2′    |
| Mixtur VI     | 1 ⁄3′ |
| Zimbel III    | 1⁄3′  |
| Dulzian       | 16′   |
| Trompete      | 8′    |

| Schwellwerk     |              |
| Liebl. Gedackt  | 16′          |
| Prinzipal       | 8′           |
| Koppelflöte     | 8′           |
| Weidenpfeife    | 8′           |
| Oktave          | 4′           |
| Offenflöte      | 4′           |
| Nasat           | 2 ⁄3′        |
| Septnone        | 1 ⁄7′ + 8⁄9′ |
| Cornett III-V   |              |
| Scharffmixtur V |              |
| Fagott          | 16′          |
| Franz. Oboe     | 8′           |
| Tremulant       |              |

| Positiv          |       |
| Gedackt          | 8′    |
| Quintade         | 8′    |
| Prinzipal        | 4′    |
| Rohrflöte        | 4′    |
| Sesquialtera II  |       |
| Oktave           | 2′    |
| Quinte           | 1 ⁄3′ |
| Scharffzimbel IV | 2⁄3′  |
| Bärpfeife        | 8′    |
| Tremulant        |       |

| Pedal       |         |
| Prinzipal   | 16′     |
| Subbass     | 16′     |
| Quinte      | 10 2⁄3′ |
| Oktave      | 8′      |
| Gemshorn    | 8′      |
| Choralbass  | 4′      |
| Hohlflöte   | 4′      |
| Bauernflöte | 2′      |
| Hintersatz  | 4′      |
| Posaune     | 16′     |
| Trompete    | 8′      |
| Trompete    | 4′      |

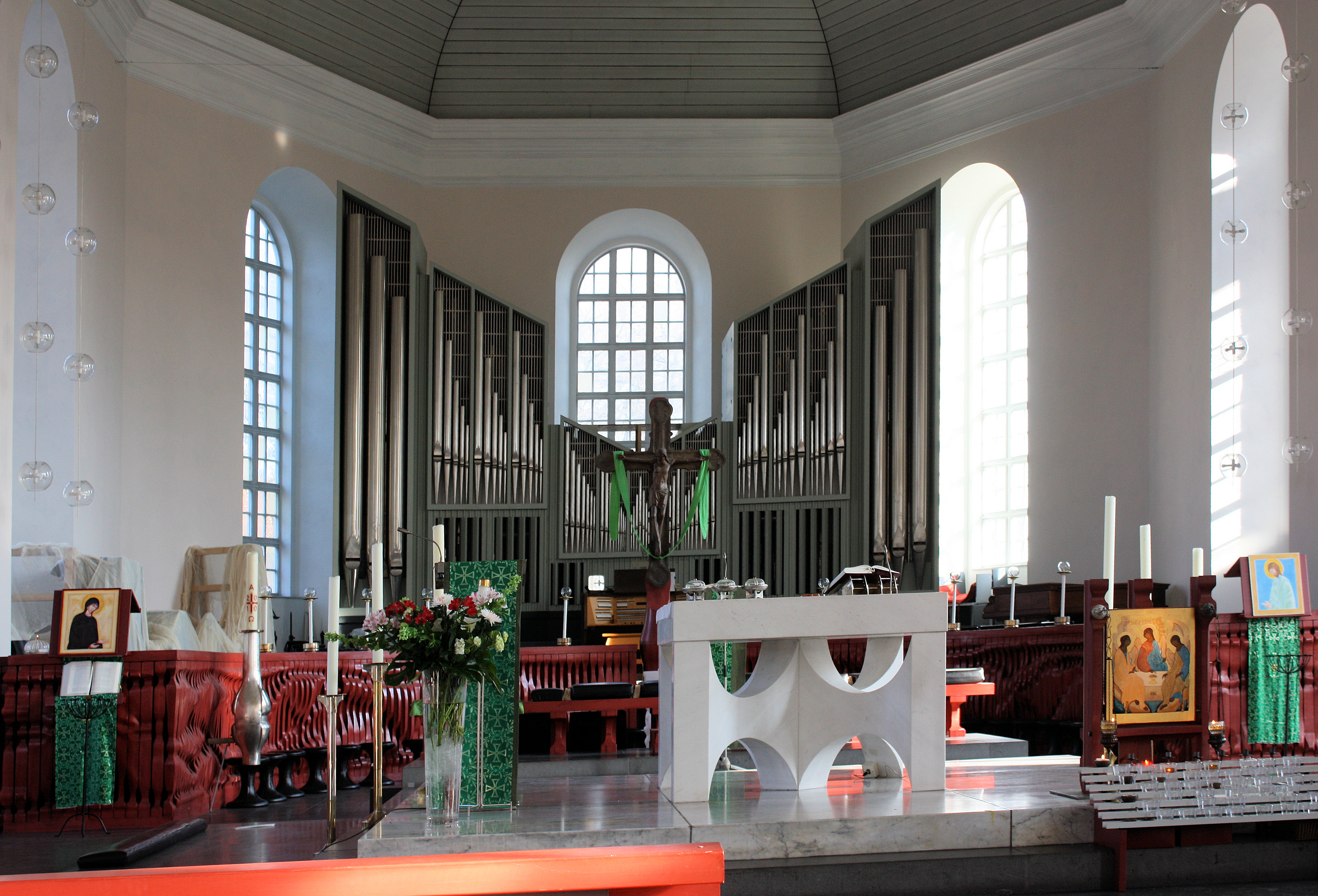
Chorraum mit Orgel 2011

- Normalkoppeln: I/P, II/P, III/P, II/I, III/I, III/II
- Ladensystem: Schleifladen
- Spieltraktur: mechanisch
- Registertraktur: elektrisch
- Spielhilfen: 4 freie Kombinationen, 1 freie Pedalkombination, Crescendowalze, Walze ab